# Теодора Трифонова
Теодора Трифонова е български журналист, репортер и разследващ журналист. Работи за bTV Новините.

## Кариера
Теодора отразява редица международни събития. Сред тях са президентските избори в САЩ, гръцката икономическа криза и протестите в Румъния от зимата на 2017 г.
Автор е на журналистически разследвания, основно върху здравни и социални теми. Благодарение на нейно разследване под прикритие бяха показани мизерните условия в детската клиника в „Пирогов“, което доведе и до уволнението на началника на болницата и основния ремонта на отделението. За тази си серия от репортажи тя е отличена и престижната награда „Радостина Константинова“.
Други нейни разследвания са свързани с пожаробезопасността на високите блокове, санирани по националната програма за енергийна ефективност, проблемите на спешната помощ, а последно – дейността на псевдолечителя Рене Мей. Теодора Трифонова е специализирала в Съединените щати по програма на Световния прес институт, обучавала се и по програма нa фонданция на Ройтерс.